# Муріна Галина-Ванцетті Василівна
Галина-Ванцетті Василівна Муріна (1927—2018) — українська вчена у галузях зоології, морської біології та гідробіології, фахівець з кількох маловідомих груп морських безхребетних, перш за все з систематики сипункулід та ехіур світової фауни, професор (1999), доктор біологічних наук (1980), провідний науковий співробітник Інституту біології південних морів (Севастополь). Авторка 243 наукових праць, зокрема 5 монографій і довідників, брала участь у створенні другого видання Червоної книги України (1994). Значна частина праць опублікована у провідних міжнародних журналах, зокрема таких як «Zoological Journal of the Linnean Society», «Zootaxa», «Polar Research», «Hydrobiologia» тощо. Описала кілька десятків нових для науки видів морських безхребетних.

## Життєпис
У 1948—1952 була студенткою кафедри зоології безхребетних Московського університету, згодом там само навчалася в аспірантурі протягом 1956—1959 років. У 1960 році захистила кандидатську дисертацію на тему «Систематика и зоогеография глубоководных сипункулид Мирового океана» (науковий керівник — академік Л. О. Зенкевич). З 1962 року працювала старшим науковим співробітником Інституту біології південних морів (Севастополь). У 1980 році захистила докторську дисертацію «Морские черви сипункулиды Мирового океана». Брала участь у понад 20 морських наукових експедиціях по всьому світу. Була науковим керівником 4 захищених кандидатських дисертацій.